# Hendrik Willem van Ravenswaay
Hendrik Willem van Ravenswaay (Westerbork, 31 juli 1843 - Brussel, 24 april 1923) was een ambtenaar in Nederlands-Indië die onder meer heeft gediend als Resident van Pekalongan, Madioen en Soerabaja.

## Biografie

### Jeugd
Hendrik Willem van Ravenswaay werd geboren op 31 juli 1843 te Westerbork in Drenthe als zoon van de kunstschilder Jan van Ravenswaay en Anna Cornelia Elisabeth de Vries.

### Ambtenaar in Indië
Hij begon zijn carrière in 1870 als klerk in Bandung onder resident Van der Moore. In 1873 na klerk op het residentie-kantoor te Bandung te zijn geweest, werd hij benoemd tot secretaris van de residentie Tegal daarna ter beschikking gesteld van de hoofdinspecteur voor de Opium aangelegenheden de heer Te Mechelen, werd hij korte tijd later zowel op aanbeveling van deze als van de toenmalige vicepresident van den Raad van Nederlands-Indië, Aart van der Wijck, onder wie als resident van Tegal hij gediend had vanaf ,secretaris van het Departement van Binnenlands Bestuur. Datzelfde jaar ging hij terug naar Nederland en legde daar het grootambtenaarsexamen af.Slechts drie jaren behoefde hij als zodanig te hebben gearbeid om bij de autoriteiten de volle overtuiging te vestigen van zijn volkomen geschiktheid om aan het hoofd van een gewest op te treden. Hij werd op 5 mei 1893 benoemd tot resident van Pekalongan. In Pekalongan was hij buitengewoon populair. Volgens De Locomotief was het gehele gewest verslagen toen zijn zieke zoontje Jan Hendrik overleed na een vergissing van een geneesheer en was men innig met hem bewogen toen een daarop gevolgde zware ziekte hem dwong om te repatriëren.
Hij ging met verlof naar Nederland en bij terugkeer werd hij op 10 december 1895 benoemd tot resident van Madioen ter vervanging van Bernard Hendrik Huibert Ravenswaay, die ontslag nam na zijn confrontatie met de regent Broto di Ningrat. Op 20 juli 1896 werd hij overgeplaatst naar Soerabaja. In 1897 ging hij met verlof naar Garut omdat hij leed aan slapeloosheid. Op 10 februari 1897 verscheen hij voor het eerst weer op het bureau te Surabaja. Eenmaal terug was hij van plan om de riolering te privatiseren om zo de hygiëne in de residentie te verbeteren. Op 31 augustus 1897 werd hij benoemd tot ridder in de Orde van de Nederlandse Leeuw. In 1898 werd er een proef gedaan om vanaf 1899 opium in Surabaja te verbouwen om zo de macht van de opiumpachters in te perken.
In december 1898 verbleef hij enige weken in het Trawasgebergte om zijn gezondheid weer op de rit te brengen. Hij bezocht verscheidene plaatsen binnen de residentie om de rentabiliteit van de Solovallei vast te stellen. In oktober 1900 was hij getuigen bij de rechtszaak tegen de voormalige havenmeester Achenbach, die werd verdacht van het verduisteren van f14.302. Van Ravenswaay zijn vrouw kreeg in februari 1901 knokkelkoorts, maar genas. Na dat zijn termijn van vijf jaar erop zat nam hij op 10 september 1901 ontslag. Hierna heeft hij een tijd in de raad van Indië gezeten.
Na zijn pensioen verhuisde hij naar Brussel waar hij op 24 april 1923 op 79-jarige leeftijd overleed.

## Huwelijk en gezin
Hij trouwde op 13 februari 1878 te Cianjur met Louise Hermine Antoinette Bleckmann. Met haar kreeg hij één zoon die op 11 juli 1894 overleed:
1. Jan Hendrik van Ravenswaay op 8 november 1885 te Tegal

Verder bleef het gezin kinderloos.